# Panamerikanische Spiele 1955/Boxen
Die 2. Boxwettkämpfe der Herren bei den Panamerikanischen Spielen wurden vom 12. März bis zum 26. März 1955 in der mexikanischen Hauptstadt Mexiko-Stadt ausgetragen. Es wurden zwei neue Gewichtsklassen eingeführt (das Halbwelter- und das Halbmittelgewicht). In 10 Gewichtsklassen wurden insgesamt 30 Medaillen vergeben.

## Medaillengewinner
| Klasse                          | Gold                             | Silber                        | Bronze                    |
| ------------------------------- | -------------------------------- | ----------------------------- | ------------------------- |
| Fliegengewicht (bis 51 kg)      | Hilario Correa Mexiko            | Manuel Lugo Vega Chile        | Ramon Arias Venezuela     |
| Bantamgewicht (bis 54 kg)       | Salvador Enríquez Venezuela      | Wardy Yee USA                 | Roberto Lobos Chile       |
| Federgewicht (bis 57 kg)        | Oswaldo Canete Argentinien       | Claudio Barrientos Chile      | Marcial Galicia Mexiko    |
| Leichtgewicht (bis 60 kg)       | Miguel Angel Pendola Argentinien | Gerardo Clemente Puerto Rico  | Ricardo Orta Venezuela    |
| Halbweltergewicht (bis 63,5 kg) | Juan Carlos Rivero Argentinien   | William Morton USA            | Celestino Pinto Brasilien |
| Weltergewicht (bis 67 kg)       | James Dorando USA                | Antonio Nigri Argentinien     | –                         |
| Halbmittelgewicht (bis 71 kg)   | Paul Wright USA                  | Raul Tovar Venezuela          | Alberto Saenz Argentinien |
| Mittelgewicht (bis 75 kg)       | Orville Pitts USA                | Miguel Safatle Chile          | Arnaldo Serra Argentinien |
| Halbschwergewicht (bis 81 kg)   | Luis Ingnacio Brasilien          | Antonio Escalante Argentinien | John Stewart USA          |
| Schwergewicht (über 81 kg)      | Pablo Alexis Miteff Argentinien  | Adao Waldemar Brasilien       | Norvel Lee USA            |

## Medaillenspiegel
| Rang | Land               | Gold | Silber | Bronze | Gesamt |
| ---- | ------------------ | ---- | ------ | ------ | ------ |
| 01   | Argentinien        | 4    | 2      | 2      | 08     |
| 02   | Vereinigte Staaten | 3    | 2      | 2      | 07     |
| 03   | Venezuela          | 1    | 1      | 2      | 04     |
| 04   | Brasilien          | 1    | 1      | 1      | 03     |
| 05   | Mexiko             | 1    | –      | 1      | 02     |
| 06   | Chile              | –    | 3      | 1      | 04     |
| 07   | Puerto Rico        | –    | 1      | –      | 01     |
|      | Total              | 10   | 10     | 9      | 29     |